# Kleinhelmsdorf
Kleinhelmsdorf ist ein Ortsteil der Stadt Osterfeld im Burgenlandkreis in Sachsen-Anhalt.

## Lage
Kleinhelmsdorf befindet sich direkt an der Bundesautobahn 9 an der Anschlussstelle Droyßig. Die Landesstraße 198 erfasst das Dorf verkehrsmäßig. Die Flur des Ortsteils liegt an der Grenze zu Thüringen. Lindau, Rudelsdorf und Großhelmsdorf sind die Nachbarorte in Thüringen.

## Geschichte
Im Jahre 1350 wurde der Ort erstmals urkundlich als Helwigsdorf genannt.
Am 1. März 2004 wurden die Orte Kleinhelmsdorf und Weickelsdorf zur Gemeinde Heidegrund zusammengeschlossen. Diese wurde wiederum 2010 nach Osterfeld eingemeindet.

## Persönlichkeiten
- Hans Friedrich von Brandt (1596–1657), Geheimer Rat und Hofrichter
- Joachim Wünning (1898–1944), NSDAP-Politiker und Marineoffizier, geboren in Kleinhelmsdorf